# Blue Note (Paris)
Pour les articles homonymes, voir Blue Note.
Le Blue Note est un club de jazz des années 1950 et 1960 à Paris.

## Histoire
Ben Benjamin, ancien propriétaire du Mars Club (6, rue Robert-Estienne), ouvre le Blue Note en juin 1958 sur les lieux de l'ancien club de jazz fondé par Sugar Ray Robinson, Le Ringside, au 27, rue d'Artois, une rue perpendiculaire à la rue de Berri dans le 8e arrondissement de Paris.
Dès l'ouverture, il propose au guitariste Jimmy Gourley de s'y installer en résidence. À l'automne 1958, Zoot Sims est à l'affiche du club, suivi fin 1958 par Stan Getz et Eddie Vartan
Le batteur Kenny Clarke, qui habite Paris, commence à jouer quotidiennement tous les soirs au "Blue Note" à partir du 1er janvier 1959. 
De janvier à mars, quelques semaines avant son décès, le club accueille Lester Young, accompagné par Bud Powell et Pierre Michelot, trio baptisé « The Three Bosses ».
Le Blue Note accueille entre autres à partir de 1959 Chet Baker, Don Byas, Charlie Byrd, Donald Byrd, Sonny Criss, Booker Ervin, Lola Braxton, René Urtreger, Sonny Stitt, Sarah Vaughan, Victor Feldman, Jimmy Giuffre, Gerry Mulligan, Art Farmer, Dexter Gordon, Jay Jay Johnson, Jimmy Smith, Jean-Luc Ponty, Elvin Jones, Lee Konitz, Sonny Rollins, Sahib Shihab, Lucky Thompson, Bernard Lubat, Nathan Davis, Andy Bey, Lou Bennett, Mal Waldron et Ben Webster. Cannonball Adderley, Simone Chevalier (Simone Ginibre), Martial Solal.
En 1962, Johnny Griffin joue toute l'année au Blue Note.
Le club se transforme en discothèque en 1966, et ferme définitivement ses portes en 1968.